# مجلس الوزراء البحريني 1995
مجلس الوزراء البحريني 1995 أو الحكومة البحرينية الرابعة، تشكلت الحكومة بتاريخ 26 يونيو 1995 بموجب المرسوم الأميري رقم 12 لسنة 1995 الذي أصدره صاحب السمو الشيخ عيسى بن سلمان آل خليفة أمير دولة البحرين أنذاك وذلك بعد استقالة الحكومة السابقة بتاريخ 25 يونيو 1995 وأصدر صاحب السمو أمير دولة البحرين الأمر الأميري رقم (8) لسنة 1995 بتاريخ 27 محرم 1416هـ الموافق 25 يونيو 1995 بتعيين سمو الشيخ خليفة بن سلمان آل خليفة رئيساً لمجلس الوزراء وتكليفه بترشيح أعضاء الوزارة الجديدة وأستقالت الحكومة في 30 مايو 1999 حيث صدر في نفس اليوم أمر أميري بقبول أستقالة الحكومة وتكليف رئيس مجلس الوزراء بتصريف العاجل من أمور الدولة لحين تشكيل الحكومة الجديدة.

## أعضاء مجلس الوزراء
| الاسم                          | المنصب                          | تاريخ تولي المنصب |
| ------------------------------ | ------------------------------- | ----------------- |
| الشيخ خليفة بن سلمان آل خليفة  | رئيس مجلس الوزراء               | 15 أغسطس 1971     |
| الشيخ عبدالله بن خالد آل خليفة | وزير العدل والشؤون الأسلامية    | 25 أغسطس 1975     |
| الشيخ محمد بن مبارك آل خليفة   | وزير الخارجية                   | 15 أغسطس 1971     |
| الشيخ محمد بن خليفة آل خليفة   | وزير الداخلية                   | 15 ديسمبر 1973    |
| الشيخ علي بن خليفة آل خليفة    | وزير المواصلات                  | 21 مارس 1993      |
| جواد سالم العريض               | وزير دولة                       | 26 يونيو 1995     |
| الشيخ خالد بن عبدالله آل خليفة | وزير الإسكان والبلديات والبيئة  | 26 يونيو 1995     |
| ماجد جواد الجشي                | وزير الأشغال والزراعة           | 25 أغسطس 1975     |
| إبراهيم عبدالكريم محمد         | وزير المالية والإقتصاد الوطني   | 26 يونيو 1995     |
| الشيخ خليفة بن أحمد آل خليفة   | وزير الدفاع                     | 31 مارس 1988      |
| محمد إبراهيم المطوع            | وزير شؤون مجلس الوزراء والإعلام | 26 يونيو 1995     |
| الشيخ عيسى بن علي آل خليفة     | وزير النفط والصناعة             | 26 يونيو 1995     |
| علي صالح الصالح                | وزير التجارة                    | 26 يونيو 1995     |
| عبدالعزيز محمد الفاضل          | وزير التربية والتعليم           | 26 يونيو 1995     |
| الدكتور فيصل رضي الموسوي       | وزير الصحة                      | 26 يونيو 1995     |
| عبدالله محمد جمعة              | وزير شؤون الكهرباء والماء       | 26 يونيو 1995     |
| عبدالنبي عبدالله الشعلة        | وزير العمل والشؤون الأجتماعية   | 26 يونيو 1995     |